# Zoetwaterneriet
De zoetwaterneriet (Theodoxus fluviatilis) is een slakkensoort uit de familie van de Neritidae. De wetenschappelijke naam van de soort werd in 1758 voor het eerst geldig gepubliceerd door Carl Linnaeus onder de naam Nerita fluviatilis

## Beschrijving
De zoetwaterneriet heeft een dikke, ovaal-langgerekt schelp met een verkalkt operculum. De schelp, een vrijwel glad horentje van 2-3 windingen, kan tot 9,5 mm groot worden, doch is meestal kleiner. Hierbij sluit de laatste winding de voorgaande in. Het kleurpatroon op de schelp is zeer variabel. Het heeft bruine of paarslila lijnen en vlekken op een grijswitte tot gele ondergrond. De mondopening is halfrond met brede eeltplaat. De zoetwaterneriet leeft in langzaam stromend zoet en brak water, in rivieren en meren op stenen. Het voedt zich voornamelijk door te grazen op biofilms en diatomeeën.
Een deel van de populaties van deze soort breidt zich uit en deze kunnen dichtheden tot duizenden slakken per vierkante meter bereiken. Vrouwtjes leggen eicapsules, die elk een groot aantal eieren bevatten, maar slechts één slak komt uit de capsule. De slakken bereiken binnen een jaar geslachtsrijpheid en de totale levensduur is 2 of 3 jaar.

## Verspreiding
Deze wijd verspreide slakkensoort komt voor van Europa tot Centraal-Azië. In Nederland vroeger algemeen voorkomend in het IJsselmeer en aangrenzende randmeren en in de grote rivieren. De laatste decennia achteruitgegaan. Deze slakkensoort komt nog wel voor in meren in de Vechtstreek en andere min of meer geïsoleerde wateren.

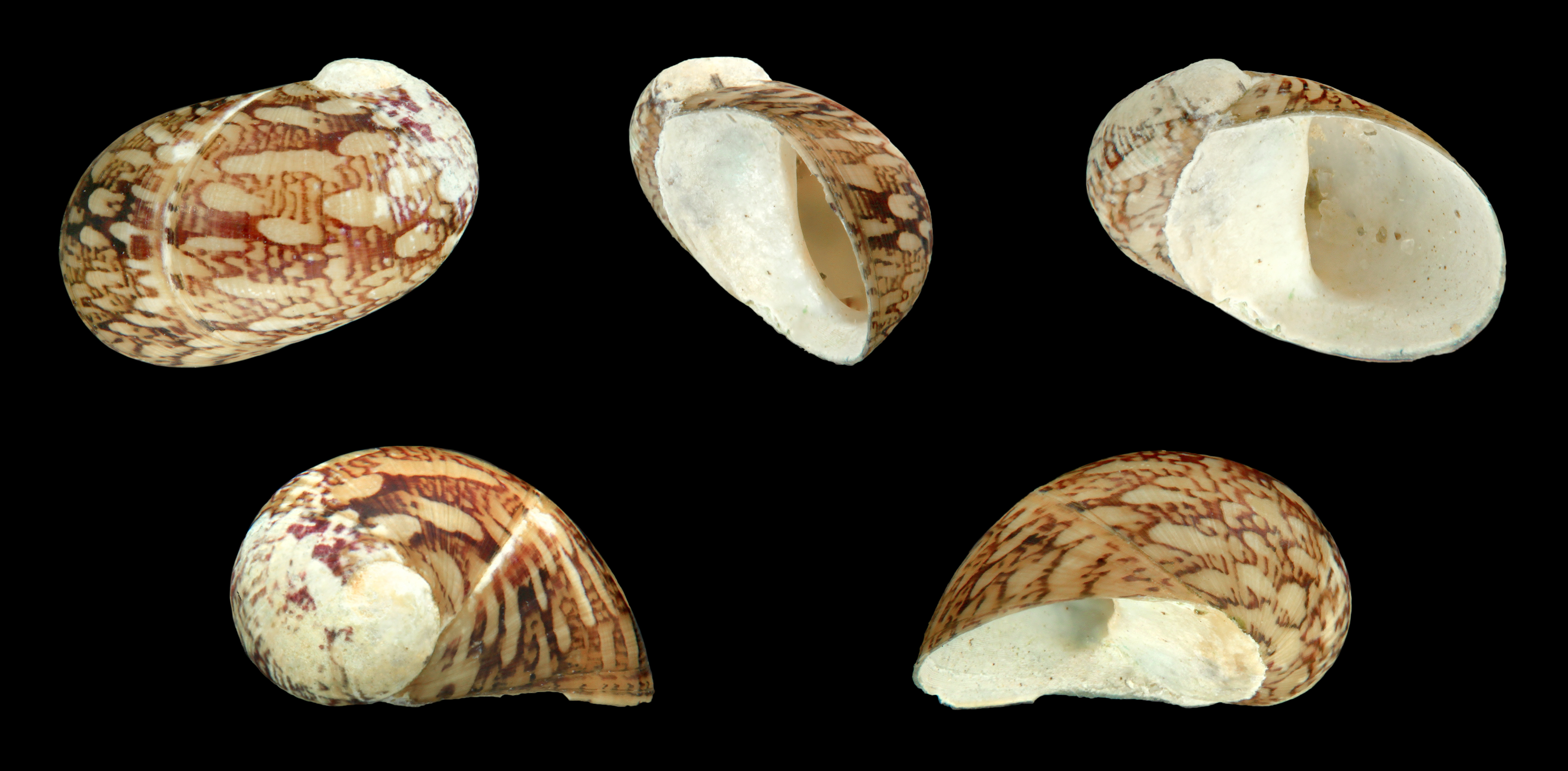
Theodoxus fluviatilis littoralis
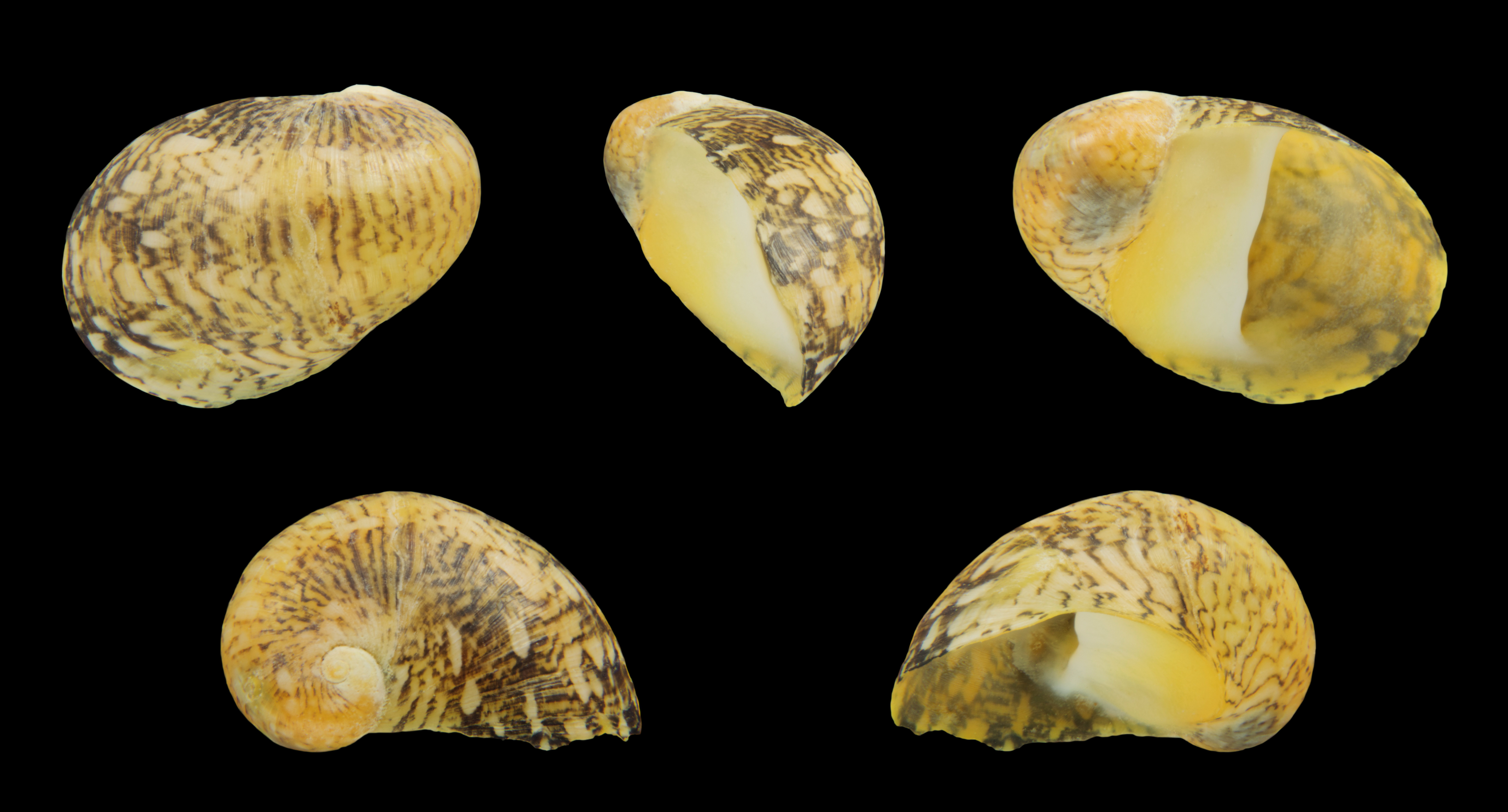
Theodoxus fluviatilis dalmatinus